# Бахаи в Туркменистане
Вера Бахаи в Туркменистане — религиозное меньшинство в Туркменистане.

## История

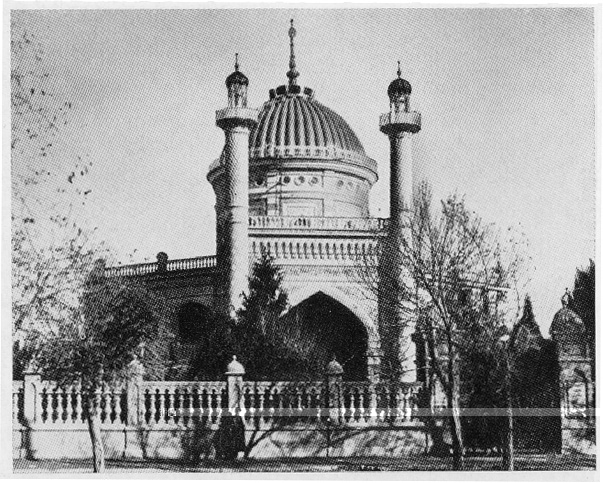
Дом Преклонения бахаи в г. Ашхабаде, Российская империя, 1912 год

Вера бахаи на территории современного Туркменистана появилась еще до того, как этот регион вошел в состав Российской империи и находился под влиянием Персии.
Власти Ирана во все периоды относили бахаи к категории «незащищённых неверных», у которых нет никаких прав. Это вызвало значительную миграцию в соседние страны.
В 1880—1881 туркменские земли были окончательно присоединены к России в результате Ахалтекинской экспедиции под руководством генерала Михаила Скобелева. К 1887 году небольшая община бахаи, бежавшая от религиозного насилия из Персии превратилась в религиозный центр в Ашхабаде. Под защитой предоставленной российскими властями, число бахаи в общине выросло до 4000 человек к 1918 году, при том, что население города в то время составляло от 44 до 50 тысяч человек. Впервые была создана полностью самодостаточная община бахаи со своими больницами, школами, мастерскими, газетами, кладбищем и Домом Поклонения. Другим центром бахаи в те времена стал город Мары, хотя местная община была намного меньше и менее развита. В советский период община в Ашхабаде подверглась религиозному преследованию из-за проводимой советской властью политики атеизма. Это привели к тому, что община практически исчезла, однако часть бахаи, переехавшие в регионы Туркмении в 50-х годах XX века все еще придерживались этой религии. После начала перестройки религия бахаи начала возраждаться на территории Туркменской ССР. В период с 1989 по 1991 год община удвоила свое число и успешно прошла регистрацию в органах . К сентябрю 1991 года в Туркменистане насчитывалось около 125 бахаи с двумя местными собраниями в Ашхабаде и Мары и двумя группами (в Бабадайхане и Байранали). После распада Советского Союза в конце 1991 года общины бахаи и их структуры начали развиваться во всех странах бывшего Советского Союза. В 1994 году община Туркменистана избрала собственное Национальное духовное собрание. Однако законы которые были приняты правительством в 1995 году привели к ухудшению положения бахаи в Туркменистане. Так в соответствии этим законам, для регистрации требовалось 500 взрослых религиозных приверженцев в каждом населенном пункте страны. Поэтому ни одна община бахаи в Туркменистане не могла выполнить это требование из-за своей рассеянности и малочисленности. В начале 2000-х религия все еще не набирала минимальное количество приверженцев для регистрации, а в домах её адептов властями проводились обыски в поисках литературы незарегистрированной религиозной организации. Такое положение дел сохранялось до 2004 года, пока в июле этого года Религиозная организация «Бахаи» получили официальную регистрацию. По оценке Ассоциации архивов религиозных данных (опирающейся на Всемирную христианскую энциклопедию) в 2005 году в Туркменистане насчитывалось около 1000 бахаи.